# 约斯塔·特尔纳
约斯塔·特尔纳（瑞典語：Gösta Törner，1895年7月19日—1971年2月15日），瑞典前男子体操运动员。他曾获得1920年夏季奥运会体操比赛男子团体瑞典式金牌。他于1971年在斯德哥尔摩去世。